# Edmond Bordeaux Székely
Edmond Bordeaux Székely (Máramarossziget, 1905. – San José, 1979. augusztus 13.) író, filozófus, tanár, pszichológus, életreformer, nyelvész, természetgyógyász.

## Életútja, munkássága
Jómódú családból származott. Édesapja székely földbirtokos, édesanyja francia volt. Eredeti neve: Székely Ödön.
„Székely Sándor, Kolozsvár unitárius püspökének és költőnek unokája, továbbá egyik utóda Kőrösi Csoma Sándornak. Dr. Székely a párizsi egyetemen szerezte meg doktorátusát, valamint más tudományos fokozatait Bécsben és Lipcsében. A Filozófia és a Kísérleti Pszichológia professzora is volt a kolozsvári egyetemen. Elismert nyelvtudósa a szanszkrit, arámi, görög és latin nyelveknek, és beszélt tíz modern nyelvet is. 1928-ban a Nobel-díjas Romain Rolland-dal együtt alapította meg a Nemzetközi Biogenikus Társaságot. Legjelentősebb fordításai: válogatott írások a Holt-tengeri tekercsek-ből és az Esszénus Béke Evangélium (millió fölötti példányszámban jelent meg 26 nyelven), továbbá válogatott szövegek a Zend Avesztából és az ősi Mexikó prekolumbiánus kódexeiből. Utolsó műve, A biogenikus életmód esszénus útja nagy érdeklődést váltott ki világszerte. Több mint 80 könyvet publikált számos országban a filozófia és az ősi kultúrák témakörében. Az ő munkáját folytatja utóda, Norma Nilsson Bordeaux Székely irányításával a Nemzetközi Biogenikus Társaság.” (Könyveinek ajánlójából idézve)
Székely a piaristáknál szerzett klasszikus latin- és görög tudásával lett ferences rendi szerzetes Olaszországban. Már a Sorbonne professzoraként, 1923-ban – állítása szerint- a Vatikán Titkos Archívumában fedezte fel az ó-arámi nyelven írt Esszénus Béke Evangéliumot, amelyet egy, a Habsburg-levéltárban őrzött ószláv kézirattal is egybevetve, az majdnem szóról szóra megegyezett.
1939-ben az amerikai Deborah Shainmant vette feleségül, akinek az édesanyja a New York-i Vegetáriánus Szövetség alelnöke volt. 1940-ben a pár Alsó-Kaliforniában, Mexikóban (Tijuana közelében) egy organikus gazdálkodással foglalkozó területet hoztak létre. Itt nyitottak később egy holisztikus gyógyítással foglalkozó telepet Rancho la Puerta néven. Itt természetes gyógymódokkal, többek közt testedzéssel (fitnesz), masszázzsal, vízkúrával, gyümölcskúrákkal, napfürdőzéssel gyógyítottak, továbbá jógát alkalmaztak. Nagy hangsúlyt fektettek az organikus táplálékra.
1970-ben a pár elvált, majd Edmond az egyik segédjét vette feleségül. Életművét második felesége, Norma Székely (sz. Norma Jean Nilsson) gondozta.
A könyvek magyar nyelvű fordítója dr. Szentesy András, aki A túlélés titka c. trilógiájában állít emléket professzor Edmond Bordeaux Székelynek. Az eddig magyarul is megjelent könyvek kizárólagos kiadója a Living Earth Élő Föld Kft.

## Magyarul megjelent művei
- Természetes élet és gyógymód. Levegő, víz, nap, diéta, növényi gyógyszerek, testkultúra, lélekápolás; szerzői, Sighet, 1937
- Kozmikus élet és gyógymód, 1-2. / 1. Bevezetés és gyakorlati alkalmazások / 2. Elméleti meghatározások és számítások; szerzői, Sighet, 1937 (Cosmos)
- Esszénus béke evangélium; arámi kézirat és ószláv szövegek összehas., ford., szerk. Edmond Bordeaux Székely; Living Earth-Élő Föld, Toronto–Bp., 1998
- Tudományos vegetariánizmus. Iránymutató az organikus, ökológiai táplálkozáshoz; ford. Szentesy E. András; Living Earth-Élő Föld Kft., Bp., 2000 (E. B. Székely könyvek)
- A böjtölés esszénus tudománya és a mértékletesség művészete. Útmutató a megújuláshoz egészségben és betegségben; ford. Szentesy E. András; Living Earth-Élő Föld Kft., Bp., 2000 (E. B. Székely könyvek)
- Az esszénus Jézus. Újraértékelés a holttengeri tekercsek alapján; ford. Szentesy E. András; Living Earth-Élő Föld, Bp., 2000 (E. B. Székely könyvek)
- Szexuális harmónia; ford. Szentesy E. András, Józsa Tamás; Living Earth-Élő Föld, Bp., 2001 (E. B. Székely könyvek)
- Az ASA művészete. Utazás a kozmikus óceánhoz; ford. Szentesy E. András; Living Earth-Élő Föld, Bp., 2001 (E. B. Székely könyvek)
- Az esszénus béke evangélium felfedezése. Az esszénusok és a Vatikán; ford. Szentesy E. András; Living Earth-Élő Föld, Bp., 2001 (E. B. Székely könyvek)
- Ökológiai egészségkert (biokert). A túlélés könyve; ford. Szentesy E. András; Living Earth-Élő Föld, Bp., 2001 (E. B. Székely könyvek)
- Nyers ételek kincsestára; ford. Józsa Tamás; Living Earth-Élő Föld, Bp., 2001 (E. B. Székely könyvek)
- Fa testvér. ...amelyek húszmillió éve jöttek, hogy előkészítsék bolygónkat az emberiség számára...; ford. Szentesy E. András; Living Earth-Élő Föld, Bp., 2001 (E. B. Székely könyvek)
- Az esszénus béke evangélium; arámi kézirat és ószláv szövegek összehas., szerk., ford. Edmond Bordeaux Székely; ford. Szentesy E. András; jav., bőv. kiad.; Living Earth-Élő Föld, Bp.–Toronto, 2002
- Természetes élet- és gyógymód. I. rész: Kozmoterápia. Bevezetés és gyakorlati alkalmazások; Living Earth-Élő Föld, Érd, 2002 (E. B. Székely könyvek)
- Énoktól a Hol-tengeri tekercsekig. Esszénus tanítások; ford. Szentesy E. András, Szentesy Zsuzsa; Living Earth-Élő Föld, Érd, 2011 (E. B. Székely könyvek)
- Biogenikus élet esszénus útja. Új távlatok, új horizontok, új határok; ford. Szentesy E. András, Szentesy Zsuzsa; Living Earth-Élő Föld, Érd, 2012 (E. B. Székely könyvek)
- A kortalan kutatása. 1. Szokatlan kalandjaim öt kontinensen a kortalan kutatása közben; ford. Szentesy E. András, Szentesy Zsuzsa; Living Earth-Élő Föld, Érd, 2013 (E. B. Székely könyvek)
- Természetes élet- és gyógymód. II. rész: Kozmoterápia. Bevezetés és gyakorlati alkalmazások; jav., átszerk. kiad.; Living Earth-Élő Föld, Érd, 2014 (E. B. Székely könyvek)
- Esszénus teremtés könyve; ford. Szentesy András, Szentesy Zsuzsa; Living Earth-Élő Föld, Bp., 2016 (E. B. Székely könyvek)
- Esszénus Béke Evangélium, Első Könyv (Jubileumi kiadás) Esszénus Béke Evangélium
- Esszénus Béke Evangélium, Második Könyv: Az esszénusok ismeretlen könyvei (Jubileumi kiadás)
- Esszénus Béke Evangélium, Harmadik Könyv: Az esszénus közösség elveszett tekercsei (Jubileumi kiadás)
- Esszénus Béke Evangélium, Negyedik Könyv: A Kiválasztott Tanításai (Jubileumi kiadás)
- Zarathusztra: Zend Aveszta

## Díjak, elismerések
- János ismeretlen evangéliumának angolra fordításáért az amerikai Cosmovital Church teológiai egyetemen[14] díszdoktorrá avatták.